# ویتوویتسه (استان اشوی‌داشکسیه)
ویتوویتسه (به لهستانی: Witowice) یک منطقهٔ مسکونی در لهستان است که در گمینا بوگوریا واقع شده‌است. ویتوویتسه ۲۸۳٫۷ متر بالاتر از سطح دریا واقع شده‌است.